# Ланиадо (больница)
Ланиадо (ивр. בית חולים לניאדו‎) — израильская некоммерческая больница, расположенная в районе Кирьят-Санз в городе Нетания, седьмой по величине медицинский комплекс Израиля.
Открытая в 1975 году раввином Екутиэлем Йегудой Хальберштамом, первым клаузенбургским ребе, больница Ланиадо управляется в соответствии с еврейским законом и известна как единственная больница в Израиле, которая никогда не закрывалась из-за забастовки.

## История
Решение о создании больницы для евреев возник во время Холокоста, когда рабби Екусиэль Иегуда Хальберштам испытал на себе жестокость и бесчеловечность нацистов. Он начал работать над своей целью через два года после основания хасидской общины Кирьят-Санз на севере Нетании. В 1958 году ребе Хальберштам заложил краеугольный камень больницы, хотя у него не было ни капитала, ни механизма сбора средств, ни разрешения на строительство.
Хальберштам непрерывно общался с людьми, пытаясь собрать пожертвования на строительство больницы. Ему это удавалось, но требуемая сумма была настолько большой, что даже тысячи пожертвований не могли приблизить идею к реализации. Только спустя пять лет, в 1963 году, ему удалось добиться большого единовременного взноса в фонд. Два швейцарских банкира, Альфонс и Авраам Яков Ланиадо, завещали 300 000 долларов в фонд Хальберштама. После этого события ребе решил, что больница будет носить имя братьев-банкиров.
В 1972 году состоялась и еще одна победа на «финансовом фронте». Видя старания Хальберштама и его приверженность идее, американское Агентство по международному развитию (USAID), предоставило грант в размере 500 000 долларов. Необходимая сумма была собрана, и ребе приступил к строительству больницы в небольшом городе Нетания, в котором на тот момент проживало 55 000 человек. Однако, внезапно возникло препятствие в лице государства Израиль, которое запланировало строительство в Нетании сразу трех больниц, и четвертая, детище Хальберштама, казалась откровенно лишней. Начались серьезные бюрократические проволочки. На бумаге, «задуманные больницы» находились в практически в готовом состоянии, но при этом не была готова инфраструктура ни для одной из них. У Хальберштайма было все, нужно было только построить здание, но получить разрешение на это ему никак не удавалось.
В конце концов, подключив людей во всех точках планеты, ребе смог решить вопросы, и разрешение на строительство больницы было получено. И что самое удивительное, сразу после этого, проект трех государственных клиник в Нетании был свернут и забыт. Ланиадо стала первой и единственной больницей города.
В 1975 году больница была открыта. В ней было всего 4 палаты на 55 000 человек, живущих в городе, но это было только начало. В 1976 году открыли родильное отделение, в 1977 — хирургии внутренних органов, в 1978 — кардиологическое и интенсивной терапии, а в 1979 — офтальмологии. До самой смерти Хальберштама в 1994 году больница развивалась невероятными темпами, и все происходило непосредственно под контролем ребе.
Одним из главных достижений Хальберштама в работе клиники было то, что больница никогда не закрывалась на забастовки, как нередко случается в Израиле. Например, в 1983 году, из-за забастовки всех государственных клиник в Израиле, Ланиадо не прекратила работу ни на минуту. В тот год ребе отказался поддержать профсоюз врачей Израиля, чем сильно испортил с ним отношения. Однако, Хальберштам оказался верен данному себе слову, — его клиника, что бы ни происходило, оказывала помощь людям любой национальности и вероисповедания в любую секунду. Нагрузка на сотрудников больницы Ланиадо, во время всеобщей забастовки выросла до 150%, тем не менее доктора и медсестры, ночевавшие на работе, не покидали своих постов. До настоящего момента, Ланиадо остается единственным госпиталем в Израиле, который никогда не закрывался на периоды протестов.
После смерти Хальберштама, клиника продолжила развитие теми же темпами. В 1994-м, в год его смерти, больница значительно расширяется благодаря достроенному рядом зданию. В последующие 20 лет, Ланиадо разовьется до одного из мировых центров изучения, терапии и лечения сахарного диабета, заболеваний сердечнососудистой системы и онкологии.
Сегодня Ланиадо является одним из ключевых госпиталей Израиля, принимающих для лечения людей со всей планеты. Несмотря на консервативный подход в плане религиозности, исследования и разработки Ланиадо можно считать одними из самых передовых в мире. Так, здесь постоянно ведутся исследования по работе со стволовыми клетками, а также поиск вакцин от разного рода заболеваний.
Лечение в Ланиадо сильно отличается от подобного в любой другой клинике. Больница работает строго с соблюдением еврейских законов, согласно Танаху. Пациенты питаются только кошерной пищей, соблюдается шаббат, в Рош-а-Шана (еврейский новый год) в больнице трубят в шофары (специальные трубы, сделанные из рогов животных). В больничных палатах нет телевизоров.
Стоимость лечения в Ланиадо нельзя назвать низкой, однако, по сравнению с другими клиниками Израиля, и особенно Германии и США, госпиталь старается поддерживать максимально доступные цены. Ланиадо не является прибыльной организацией. Более того, дотации, которые госпиталь получает от государства, не покрывают его расходов. Огромную помощь клинике до сих пор оказывают меценаты и спонсоры, видящие в поддержке больницы благое дело.